# The Man from Tallahassee (Izgubljeni)
The Man from Tallahassee je trinaesta epizoda treće sezone televizijske serije Izgubljeni i sveukupno 62. epizoda kompletne serije. Prvi put je emitirana 21. ožujka 2007. godine na ABC-u. Scenarij za epizodu napisali su Drew Goddard i Jeff Pinkner, a režirao ju je Jack Bender. Radnja epizode vrti se oko jednog od glavnih likova serije, Johna Lockea. 

## Radnja

### Flashback
Nakon što ga ostavi djevojka, John Locke padne u depresiju i postaje pustinjak. Jednoga dana mladić imena Peter Talbot (Patrick J. Adams) zakuca mu na vrata i otkrije da se Lockeov otac - prevarant Anthony Cooper (Kevin Tighe) - namjerava oženiti s Peterovom majkom, premda koristi lažno ime. Locke odlazi u cvjećarnicu gdje se njegov otac susreće s Peterovom majkom. Budući da zna da je jedini cilj Coopera oženiti se s tom osobom kako bi došao do njezinog novca, Locke mu prilazi i upozorava ga da otkaže vjenčanje ili će biti prisiljen reći ženi istinu. Cooper nevoljko pristaje.
Kasnije do Lockea dolaze dvoje detektiva koji mu govore da je Peter mrtav. Shvativši da je Peterovu smrt prouzročio Cooper, Locke odlazi do njegovog stana gdje se ponovno sučeljavaju; Cooper negira Lockeove optužbe o Peterovom ubojstvu. Govori mu da je Peterova majka devastirana gubitkom i da je otkazala vjenčanje te uvjerava Lockea da sam može provjeriti istinu ako je nazove na telefon. U trenutku kada Locke zbilja i priđe telefonu kako bi provjerio istinitost Cooperovih tvrdnji, ovaj se zalijeće u njega i baca ga kroz prozor. Locke ipak preživljava pad s osmog kata.
Dok leži u bolnici, dvoje detektiva ga obavještavaju da je njegov otac pobjegao u Meksiko gdje je nestao. Nakon što odu, fizioterapeut podiže Lockea iz kreveta i po prvi puta ga stavlja u invalidska kolica. 

### Na otoku
John Locke, Sayid Jarrah (Naveen Andrews), Kate Austen (Evangeline Lilly) i Danielle Rousseau (Mira Furlan) nalaze se malo izvan kampa Drugih i šokirani promatraju Jacka Shepharda (Matthew Fox) koji se prijateljski druži s Drugima; Kate je ustrajna u svojem mišljenju da su za njegovo ponašanje odgovorni Drugi. 
Rousseau odlazi, a ostali se još više približe kampu. Kate ulazi u Jackovu kuću i unatoč njezinom opiranju da neće otići bez njega, on odlučuje ostati s Drugima. U tom trenutku dvojica Drugih ulaze u kuću i zarobe Kate, a uskoro zarobe i Sayida. U međuvremenu Locke ulazi u kuću Bena Linusa (Michael Emerson). Locke ga budi i prijeti mu uz zahtjev da želi saznati gdje se nalazi podmornica. Prekida ih Alex (Tania Raymonde), Benova posvojena kćerka, koju Locke grabi i skriva u ormar. Nedugo potom dolaze Tom (M.C. Gainey) i Richard Alpert (Nestor Carbonell) koji govore Benu da su zarobili Kate i Sayida koji su pokušali spasiti Jacka. Ben kaže Tomu da ih razdvoje i odvojeno ispitaju, a Richarda zamoli da mu dovede čovjeka iz Tallahasseeja. Nakon što njih dvojica odu, Locke kaže Alex da mu donese Sayidov ruksak nakon čega Ben zaključi da Locke želi uništiti podmornicu Drugih.
Jack posjeti zarobljenu Kate i govori joj da se dogovorio s Drugima da ga puste kući. Alex dolazi do Sayidovog ruksaka. Uskoro odvede Lockea do podmornice - ne znajući da ju majka promatra iz obližnjeg grmlja - i govori Lockeu da Ben samo manipulira s njim zbog toga što Ben manipulira svima oko sebe. Kada se Jack susretne s Benom i zamoli ga da oslobodi njegove prijatelje nakon što napusti otok, Jacka i Juliet Burke (Elizabeth Mitchell) pratnja odvede do doka gdje se nalazi podmornica. Tamo se susreću s Lockeom koji se baš vraća istim putem. Jack ga upita što on radi ovdje, a Locke jednostavno odgovara: "Žao mi je". U tom trenutku iza njih podmornica eksplodira.
Nedugo potom Locke se nalazi zatvoren u sobi. Ben i Richard otvaraju vrata i Locke govori Benu da je svjestan da je Ben želio da ovaj uništi podmornicu. Ben mu otkriva da je želio pronaći način kako da Jacka zadrži na otoku, ali nije znao kako; umjesto njega Locke je riješio taj problem. Ben i Richard odvode Lockea niz hodnik kojemu usput Ben govori da je iz njemu nepoznatog razloga Locke "povezan" s otokom i da ga to čini "jako, jako važnim". Ben i Locke dođu do sobe, a nakon što otvore vrata Locke unutra vidi svoga oca, Anthonyja Coopera (Kevin Tighe). 

## Produkcija
U sceni u kojoj Locke gleda televiziju u svom stanu može se čuti serija Exposé.
Tijekom flashback scene Anthony Cooper Lockeu nudi bocu skupocjenog MacCutcheon 60 viskija, istog onog viskija kojeg su koristili Charles Widmore (Penelopin otac) i Desmond, Charlie i Hurley u epizodi Flashes Before Your Eyes te Sayid u epizodi He's Our You.
U sceni u kojoj je Locke bačen kroz prozor, glumac Terry O'Quinn glumi samo do određenog dijela - trenutak razbijanja prozora snimio je kaskader. Podmornica je većinom bila lažna, napravljena od obojanog stiropora preko željezne strukture, ali interijeri podmornice snimljeni su na SS-287 i USS Arizona Memorial.

## Nagrade
Glumac Terry O'Quinn poslao je upravo ovu epizodu na razmatranje njegovog rada za kategoriju najboljeg sporednog glumca za prestižne televizijske nagrade Emmy 2007. godine. Nagradu je i osvojio. Epizoda je također poslana na razmatranje za kategoriju najboljeg scenarija za dramsku seriju, ali u konačnici nije nominirana.

## Vanjske poveznice
- "The Man from Tallahassee"  Arhivirana inačica izvorne stranice od 24. listopada 2012. (Wayback Machine) na ABC-u